# Município de Cherry Valley (Ohio)
Localização do Ohio nos E.U.A.
O município de Cherry Valley (em inglês: Cherry Valley Township) é um local localizado no condado de Ashtabula no estado estadounidense de Ohio. No ano 2010 tinha uma população de 955 habitantes e uma densidade populacional de 15,33 pessoas por km².

## Geografia
O município de Cherry Valley encontra-se localizado nas coordenadas 41° 36′ 27″ N, 80° 40′ 05″ O. Segundo a Departamento do Censo dos Estados Unidos, o município tem uma superfície total de 62.29 km², da qual 62,13 km² correspondem a terra firme e (0,27 %) 0,17 km² é água.

## Demografia
Segundo o censo de 2010, tinha 955 pessoas residindo no município de Cherry Valley. A densidade de população era de 15,33 hab./km².